# Triplo ponte
Il Triplo ponte (in sloveno Tromostovje, nelle fonti più antiche anche Tromostje) è un gruppo di tre ponti sul fiume Ljubljanica. Collega il centro storico medievale della città di Lubiana alla parte moderna della città.
Il ponte centrale è in parte costruito da pietra glinica, altre invece sono in calcestruzzo. Le balaustre con 642 colonnine sono fatte di cemento. La piattaforma era ricoperta da asfalto, dal 2010 invece da blocchi di granito.

## Storia
Un ponte di legno in questo punto della città risale ancora al 1280. Nel 1842, il ponte è stato sostituito da uno nuovo progettato da Giovanni Picco, architetto italiano di Villaco e chiamato Ponte di Franz, in onore dell'arciduca Francesco Carlo d'Asburgo-Lorena, gli venne attribuito anche il nome di ponte Francescano. 
Il ponte inaugurato il 25 settembre 1842 aveva due archi ed una recinzione metallica, elementi essenziali conservati fino ad oggi. Per evitare il collo di bottiglia rappresentato dall'unico ponte Jože Plečnik in collaborazione con Ciril Tavčar progettò due passerelle ad angolo su ogni lato del ponte. La costruzione è iniziata nel 1931 e terminata in primavera del 1932, aprendolo al traffico nell'aprile 1932.
Il ponte è stato ristrutturato nel 1992 e dal 2007 tutti e tre i ponti fanno parte della zona pedonale di Lubiana. Un modello del ponte si trova al Mini-Europe di Bruxelles.